# Дойс-Визиньюс
Дойс-Визиньюс (порт. Dois Vizinhos) — муниципалитет в Бразилии, входит в штат Парана. Составная часть мезорегиона Юго-запад штата Парана. Входит в экономико-статистический микрорегион Франсиску-Белтран. Население составляет 34 001 человек на 2007 год. Занимает площадь 418,320 км². Плотность населения — 81,3 чел./км².

## История
Город основан 28 ноября 1961 года.

## Статистика
- Валовой внутренний продукт на 2004 год составляет 484 351 238,00 реалов (данные: Бразильский институт географии и статистики).
- Валовой внутренний продукт на душу населения на 2004 год составляет 14 949,00 реалов (данные: Бразильский институт географии и статистики).
- Индекс развития человеческого потенциала на 2000 год составляет 0,773 (данные: Программа развития ООН).

## География
Климат местности: субтропический. В соответствии с классификацией Кёппена, климат относится к категории Cfa.

## Знаменитые уроженцы
- Дагоберто — футболист